# Mario Pleničar
Mario Pleničar, slovenski geolog, paleontolog in akademik,  5. avgust 1924, Ljubljana, † 2. oktober 2016, Radovljica.
Diplomiral je 1951 iz geologije na takratni Prirodoslovno-matematični fakulteti v Ljubljani, 1961 je pa je tam doktoriral iz paleontologije. 1960/61 se je izpopolnjeval na univerzi na Dunaju. 1949 se je zaposlil kot geolog na Geološkem zavodu v Ljubljani, kjer se je do leta 1970 ukvarjal zlasti z geološkim kartiranjem (kot vodja oddelka od 1958), vmes pri Nafti Lendavi, v letih 1963 in 1969 pa je kot član skupine slovenskih geologov delal v Alžiriji. Po vrnitvi je leta 1970 postal profesor (1976 redni) na Fakulteti za naravoslovje in tehnologijo v Ljubljani, kjer je služboval do 1984. Znanstveno se je posvečal krednim plastem s poudarkom na fosilih školjk rudistov ter naftna nahajališča na območju Panonske nižine. Opisal je okoli 10 novih vrst in en rod rudistnega fosilnega živalstva. Raziskal je pleistocenske sesalce, predvsem mastodonte in dinoterije iz miocena in pliocena. Kot vodja projekta Osnovna geološka karta Slovenije je obravnaval obsežno področje stratigrafije, paleoekologije in ekonomske geologije, sodeloval je pri terenskem delu in pri pripravi petih listov geološkega zemljevida Slovenije ter pri izdelavi geološkega zemljevida in rudnih ležišč v Alžiriji.  
Za svoje delo je prejel več priznanj, med njimi nagrado sklada Borisa Kidriča, red dela s srebrnim vencem in 2005 zlati red za zasluge RS za izjemno delo v naravoslovnih znanostih. Od leta 1981 je bil izredni, od 1991 redni član Slovenske akademije znanosti in umetnosti. Bil je dolgoletni predsednik znanstvenega sveta Paleontološkega inštituta Ivana Rakovca ZRC SAZU (od 1982 do smrti) ter član znanstvenega sveta Inštiuta za raziskovanje krasa. Več let je bil predsednik Slovenskega geološkega društva
Je soavtor publikacije Geologija in človek (1965), sam pa avtor naslednjih samostojnih del: Nafta (1976), Osnove geologije (1981) in Upper Cretaceous rudiats in Slovenia/Zgorjekredni rusisti v Sloveniji (2005).